# 胶东站 (地铁)
胶东站是青岛地铁8号线的地铁车站，位于中华人民共和国山东省青岛市胶州市营旧路与烟沪线交叉口南侧，于2020年12月24日开通。

## 车站结构
胶东站位于营旧路与烟沪线交叉口南侧，沿营旧路路西设置，东侧紧邻济青高速铁路高架轨道，呈南北走向，为高架两层侧式站台车站，车站长121米，宽24米，车站地面为站厅层，地上二层为站台层，站台设置半高站台门。车站南侧设有一组交叉渡线，并设有一条侧向存车线。
| 地上二层          | 站台         | \| 側式 · 開右邊车门 \| \| \| \| \| \| 8号线往胶州北站（胶东机场） \| \| \| \| 8号线往青岛北站（大涧） \| \| 側式 · 開右邊车门 \| \| \| |
| 地面              | 出入口及站厅 | A、B出入口、客服中心、自动售票机、验票机                                                                                                |
| 側式 · 開右邊车门 |              | |
|                   |              | 8号线往胶州北站（胶东机场） |
|                   |              | 8号线往青岛北站（大涧） |
| 側式 · 開右邊车门 |              | |

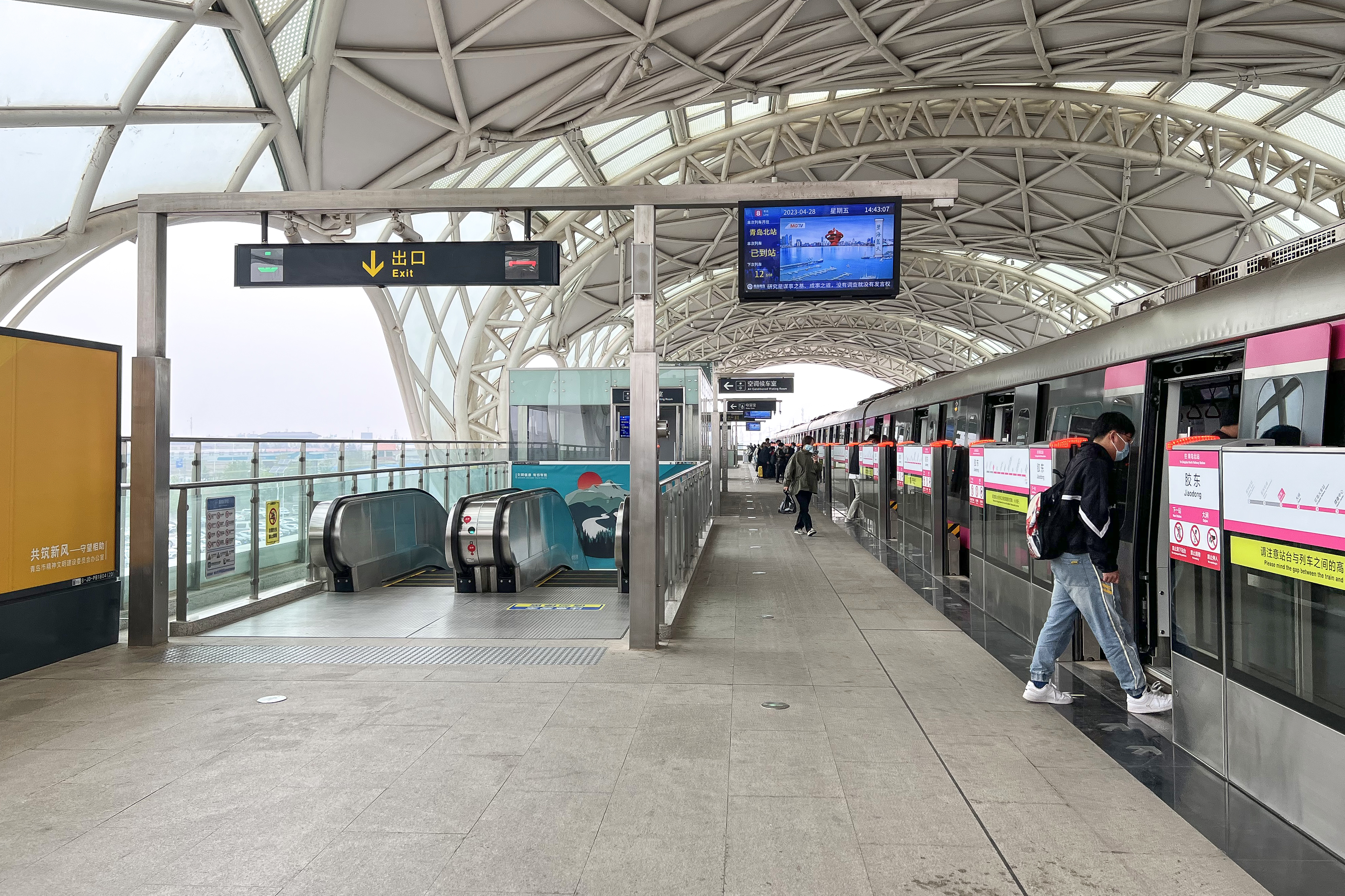
站台（青岛市区方向）
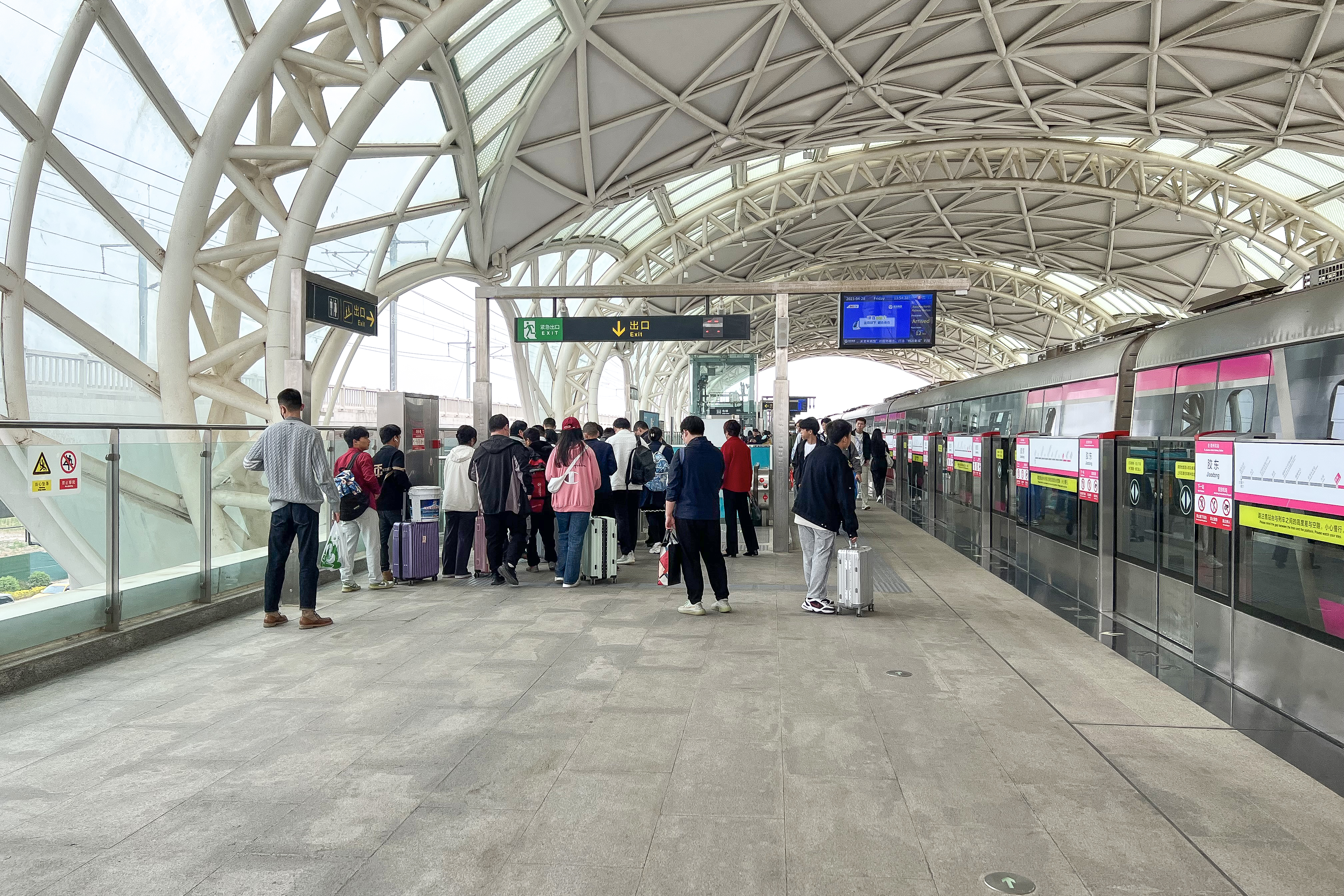
站台（胶州北站方向）
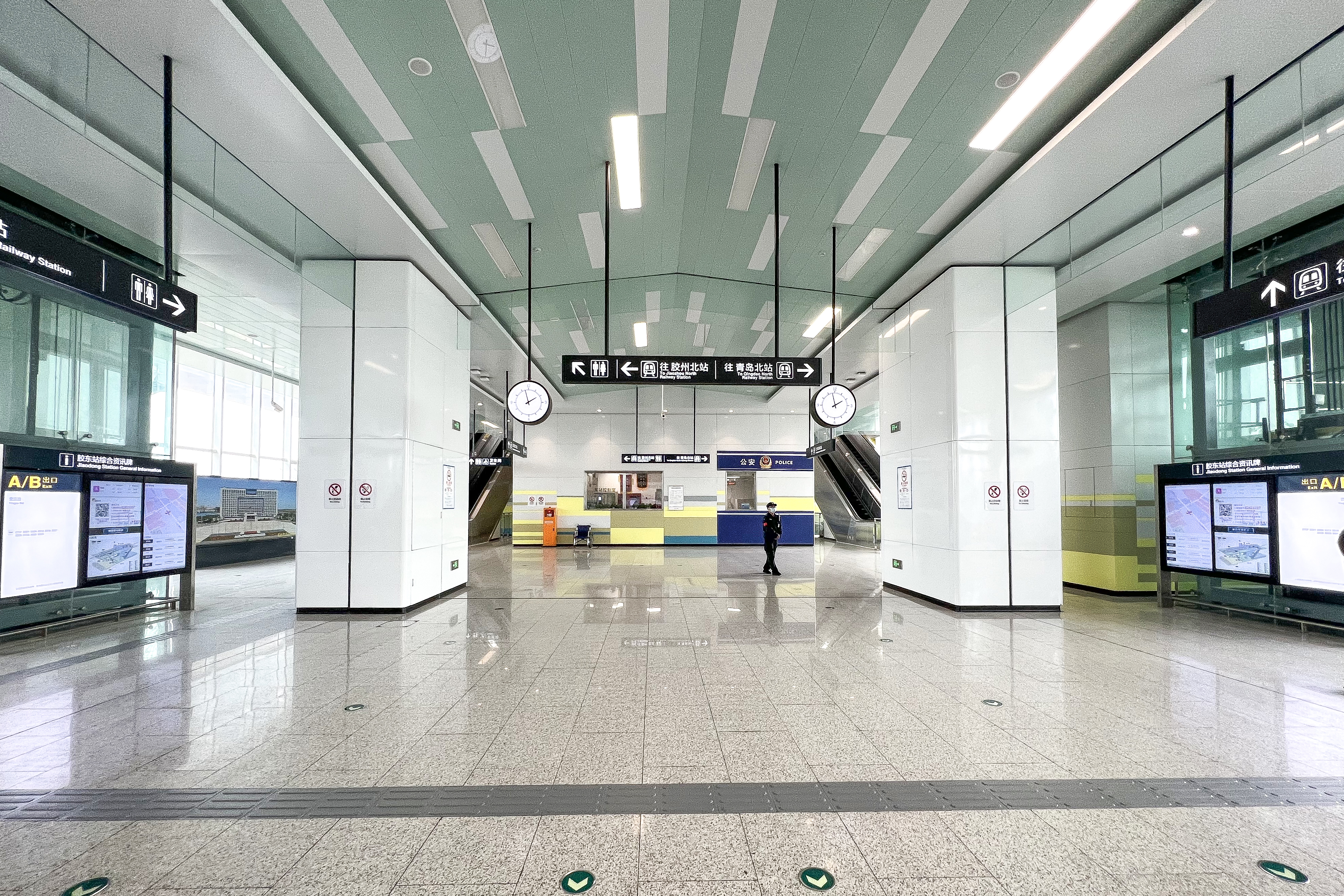
站厅

## 出入口
胶东站共设2个出入口，各出口及周围设施如下所示：
| 编号                | 指示       | 建议前往的目的地 | 图片 |
| ------------------- | ---------- | ---------------- | ---- |
| A · 出口 · （设有） | 营旧路(西) |                  |      |
| B · 出口 · （设有） | 营旧路(西) | 胶州四中         |      |
| 图例： 设有         |            |                  |      |

## 接驳交通

### 公交车
- 胶东地铁站：3001路，3012路，3016路

## 车站历史
本站工程名与公示名为胶东镇站，正式站名为胶东站，以车站所处的胶东街道命名。
- 2017年12月29日，车站主体结构封顶[4]。
- 2020年12月24日，车站随8号线北段通车开通[1]。